# Gotthilf Traugott Zachariae
Gotthilf Traugott Zachariae, född den 17 november 1729, död den 7 februari 1777, var en tysk teolog.
Zachariae, som blev professor i Bützow (Mecklenburg) 1760, i Göttingen 1765 och i Kiel 1775, var den förste, som gjorde gällande att den bibliska teologin borde utnyttjas bättre inom den teologiska vetenskapen. 
Själv en konservativ teolog, kunde han inte hävda en självständig ställning åt den bibliska teologin, men han yrkade på en mera ingående undersökning av det bibliska materialet för att vinna en bättre formulering av de dogmatiska lärorna. 
Sitt historiska sinne visade Zachariae genom påpekandet av de bibliska skrifternas tidshistoriska betingelser och vissa böckers karaktär av tillfällighetsskrifter. 
Bland Zachariaes arbeten kan nämnas Biblische theologie oder untersuchung des biblischen grundes der vornehmsten theologischen lehren (I-IV, 1771-75).